# 快速反应事件

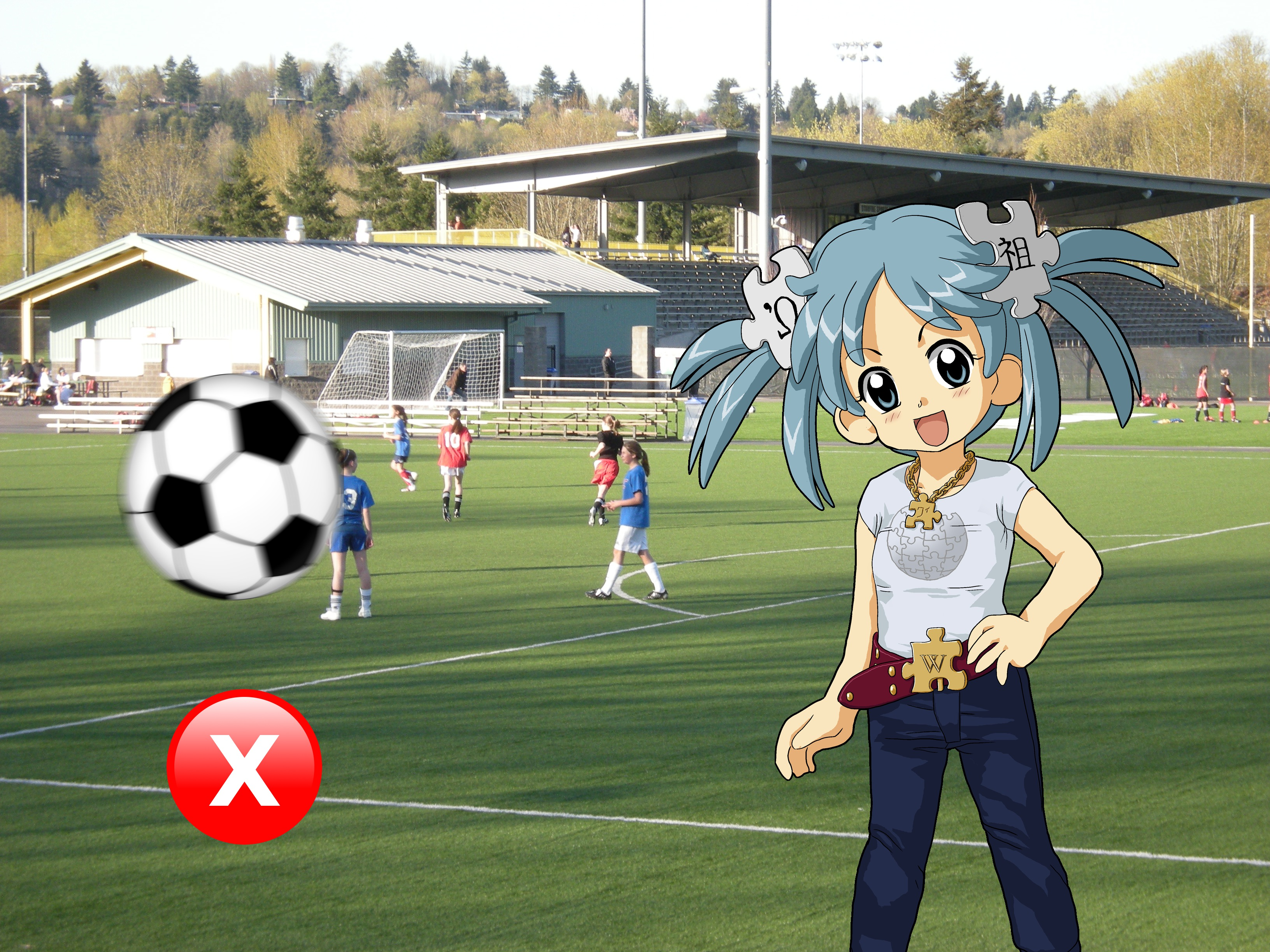
游戏中快速反应事件的演示模型。通过及时按下控制器的“X”按钮，玩家（如右边的角色）可以避免被迎面而来的球击中。

快速反应事件（英語：Quick Time Event，简称QTE）是種互動式的電子遊戲方式，玩家必須根據畫面指示輸入指令，後續結果會根據玩家輸入指令對錯而不同。QTE的名稱來源為1999年铃木裕制作的冒险游戏《莎木》對此種遊玩方式的官方命名，往後經推廣成為遊戲界的通稱。
目前QTE已经广泛运用于电子游戏中，尤其出现在动作游戏。当满足一定条件时，就会触发QTE事件。應用QTE的電子遊戲代表作品有莎木系列、生化危機系列、战神系列和战地系列等。
虽然QTE在某些游戏中的运用被认为是对游戏体验的有益补充，但也遭到了部分批评，批评者认为QTE可能会打断游戏的节奏，迫使玩家反复重做部分游戏内容直到掌握应对方法，从而给游戏徒增了不必要的难度。

## QTE的种类
概括地说，QTE共有两种：

用來描述一個QTE

第一种是屏幕给出一个或一组，特定或随机的按键符号，玩家要在最短时间内输入指定符号，限时内（通常是1秒）完成所有输入方为有效，否则就要重来或再次触发QTE，甚至受罰。
第二种是一个特定或随机的符号，在一段长度中迅速来回移动，玩家要在符号移到该长度的有效区域中时按下对应按钮，否则亦要重来或再次触发QTE。